# Oxycerina sabaha
Oxycerina sabaha är en tvåvingeart som beskrevs av Rudolf Rozkošný och Norman E. Woodley 2010. 
Oxycerina sabaha ingår i släktet Oxycerina och familjen vapenflugor. Inga underarter finns listade i Catalogue of Life.